# Daniel Ankarloo
Bengt Daniel Ankarloo, ursprungligen Norrman 19 mars 1970 i Backa församling i Göteborgs kommun, är en svensk fil. dr i ekonomisk historia, lektor i socialt arbete med specialisering åt socialpolitik, samhällsdebattör, fackboksförfattare och lektor.

## Forskning
Ankarloo har bland annat kritiskt granskat den förmenta vetenskapligheten hos disciplinen nationalekonomi.

## Biografi
Ankarloo disputerade 1999 för filosofie doktorsgrad i ekonomisk historia på avhandlingen "Institutions", what is in a word?: a critique of the new institutional economics och är lektor i socialt arbete med inriktning i socialpolitik vid Malmö Högskola sedan 1999. 
Ankarloo har specialiserat sig inom socialpolitik med inriktning på den svenska modellen och dess förutsättningar och särdrag, globaliseringens och privatiseringars effekter samt den tredje sektorn. Han är engagerad i debatten om välfärdsstatens framtid i Sverige och Danmark, samt kritiska perspektiv på marknadsanpassningen av den högre utbildningen, föreläser och debatterar kring välfärd, globalisering och socialpolitik.

### Familj
Daniel Ankarloo är systerson till historikern Bengt Ankarloo.